# Hemonia ciliata
Hemonia ciliata är en fjärilsart som beskrevs av George Francis Hampson 1914. Hemonia ciliata ingår i släktet Hemonia och familjen björnspinnare. Inga underarter finns listade i Catalogue of Life.